# Cotswold (dystrykt)
Cotswold – dystrykt w hrabstwie Gloucestershire w Anglii. W 2011 roku dystrykt liczył 82 881 mieszkańców.

## Miasta
- Chipping Campden
- Cirencester
- Fairford
- Lechlade-on-Thames
- Moreton-in-Marsh
- Northleach
- Stow-on-the-Wold
- Tetbury

## Inne miejscowości
Adlestrop, Aldsworth, Ampney Crucis, Ampney St Mary, Ampney St Peter, Andoversford, Ashley, Aston Subedge, Avening, Bagendon, Barnsley, Barrington, Batsford, Baunton, Beverston, Bibury, Birdlip, Bledington, Blockley, Bourton-on-the-Hill, Bourton-on-the-Water, Broadwell, Coates, Coberley, Cold Aston, Coln Rogers, Coln St. Aldwyns, Coln St. Dennis, Cowley, Daylesford, Didmarton, Donnington, Down Ampney, Duntisbourne Abbots, Duntisbourne Rouse, Eastington, Eastleach, Ebrington, Ganborough, Hatherop, Hidcote Bartrim, Icomb, Kempsford, Kingscote, Leighterton, Lower Slaughter, Lower Swell, Maugersbury, Meysey Hampton, Notgrove, Oldbury on the Hill, Ozleworth, Quenington, Rendcomb, Salperton, Sapperton, Sherborne, Shipton Moyne, Shipton, Somerford Keynes, South Cerney, Southrop, Turkdean, Upper Rissington, Upper Slaughter, Upper Swell, Winstone, Wyck Rissington.